# Ahmet Arı
Pour les articles homonymes, voir Arı.
Ahmet Arı est un footballeur turc né le 13 janvier 1989 à Batman. Il évolue au poste de milieu de terrain. 
Il joue actuellement au club de Bursaspor.